# Gërdec
Gërdec (bepaalde vorm: Gërdeci) is een plaats in Albanië. Het behoort tot de stad (bashkia) Vorë. Gërdec ligt op een hoogte van 170 meter en op een afstand van twaalf km ten noorden van de hoofdstad Tirana.

## Explosies in munitieopslag
Op 15 maart 2008 deed er zich een explosie voor in een nabijgelegen munitieopslagplaats die onder beheer staat van de NAVO. De ontploffingen hielden veertien uur aan en zorgden voor een enorme ravage. Er werden kraters geslagen van wel twintig meter diep. Ten minste zeventien personen kwamen om het leven en meer dan driehonderd anderen raakten gewond.
Tot op verre afstand waren de explosies te horen. De omgeving moest worden ontruimd en de luchthaven van Tirana tijdelijk gesloten. Albanië herbergt een grote hoeveelheid overtollige munitie en had al eerder te maken met incidenten in munitieopslagplaatsen.
Naar aanleiding van het gebeuren nam minister van Defensie Fatmir Mediu op 17 maart ontslag en werden op 18 maart drie functionarissen gearresteerd omdat ze de veiligheidsvoorschriften onvoldoende zouden hebben nageleefd. De Albanese regering kondigde voor de 18e maart een dag van nationale rouw af.